# うみのほたる
『うみのほたる』は、2005年に放映された日本のテレビドラマ。コンブ漁などの漁業の町として知られる北海道鹿部町を舞台として、家業を継ぐために東京から帰郷した主人公、妻子ある男性との間の子を身ごもって帰郷した姉と、2人の父と間の葛藤を通じて、家族の本来あるべき姿を描写した単発ドラマである。北海道テレビ放送（HTB）で製作され、テレビ朝日系列で2005年8月27日に全国放映された。主演は小沢征悦、蟹江敬三。

## あらすじ
水野光二は鹿部町から上京して働いていたが、兄の急死を機に、恋人の藤井香織とも別れて、家業のコンブ漁を継ぐために帰郷する。光二が今後の生き方を模索していた矢先、姉の明海もまた帰郷してくる。明海は不倫相手の子供を身ごもっており、相手の村田太郎は離婚調停中だという。村田が光二らの父の辰雄のもとへ挨拶に訪れるが、辰雄は激怒して村田を追い返す。
水野家は久しぶりに一家が揃ったものの、それぞれ事情を抱えており、上手に言葉を交わすことができない。ある晩、ついに一同は口喧嘩になる。辰雄は酒に酔って一方的に光二を非難し、光二は思わず辰雄を投げ飛ばす。これを機に光二と辰雄は初めて、自分の正直な思いをぶつけあう。
コンブ漁の時期も終わる頃の夏祭りの夜。辰雄、光二、村田、明海が、空に打ち上げられた花火を見上げる。花火の光が海面を美しく照らして、あたかも海のホタルのように見える。光二はそれを見て、自分の中の迷いが消えていく思いで、「この海で生きていこう」と思いを馳せる。

## キャスト
- 水野 光二〈31〉 - 小澤征悦[5]
- 水野 辰雄〈61〉 - 蟹江敬三[5]
- 水野 明海〈33〉 - 西田尚美[5]
- 村田 太郎〈53〉 - 若松武史[5]
- 藤井 香織〈30〉 - みれいゆ[5]
- 松山 哲郎〈31〉 - 三浦誠己[5]

## スタッフ
- 企画・原案・プロデューサー - 四宮康雅[6][7]
- 脚本 - 鄭義信[7]
- 演出 - 多田健[4]
- 音楽 - 増本直樹[8]
- 編集 - 遠山千秋（リクリ）[8]

## 製作
HTBスペシャルドラマは、2000年より家族の在り方を問うドラマが制作されており、本作も家族の再生が題材とされている。前作『六月のさくら』に続いて脚本に起用された鄭義信は、東京に負けないドラマを作ろうとするスタッフの情熱にうたれ、脚本を引き受けたことを話していた。
撮影は鹿部町内で、8月1日から8日間にわたって行われた。鹿部町が全編を通してドラマの舞台になるのは、本作が初である。鹿部では「町を全国に売り込むチャンス」「地域の魅力を再認識するきっかけになれば」として、撮影への協力が行われた。撮影時の建物の候補地選びや所有者との交渉窓口を鹿部の職人2人が務めて撮影に臨むと共に、炊き出しやレセプションなどのために約90万円の予算を組むなど、撮影への全面的な支援が行われた。
コンブ漁30年以上の経歴を持つ地元の漁師の男性は、「鹿部のコンブ漁師の人情、気持ちを少しでも伝えたい」と、コンブ漁師役の小沢征悦、蟹江敬三の2人への技術指導を担当し、漁を休んでボランティアで協力したほどであった。主人公の住宅には地元民の住宅が使用され、その地元民もエキストラとして参加した。鹿部の最大規模のイベントである「しかべ海と温泉（いでゆ）のまつり」も作中で再現され、約450人の住民がエキストラとして参加し、祭りの賑わいを再現した。撮影時のみならず、西田尚美が夜に宿泊先のホテルで休憩していると、町民約50人訪ねて来て、大量の刺身や焼き貝などを振るまい、西田を感激させた。
主人公たちの営むコンブ漁は、北海道の夏の風物詩ともいえるものである。そのためにHTBのプロデューサーである四宮康雅は、以前からコンブ漁を舞台にしたドラマ制作を構想しており、漁の撮影可能な場所として、北海道内の3か所を視察していた。その中でも最終的に鹿部を撮影地としたことについて、「海と駒ヶ岳が美しいことや、空港から近いことなどが魅力」という立地条件に加えて、「住民の温かさ、協力態勢を考えると、鹿部でなければ実現できなかった」と話していた。

## 作品の評価
2005年9月の岩手朝日テレビの放送番組審議会では、「言葉を切り詰めた演出が秀逸」などの意見が出た。同月の北陸朝日放送の番組審議会では、家族や父子のあり方を問う様子、映像の美しさ、親子の絆を表現する言葉のわかりやすさが評価された反面、全体的に作風が暗く重い点も指摘され、「息抜きの場面も欲しかった」との意見された。
2005年9月には、放送批評懇談会によるギャラクシー賞の8月度月間賞を受賞した。HTB自社制作のドラマの同賞受賞は初めてのことであり、北海道内での撮影を原則としつつ、自前のスタッフでドラマを制作して日本全国に発信し続ける熱意が作品に反映されている点などが評価された。
2005年12月には、文化庁による2005年度の芸術祭賞で、テレビ部門で優秀賞を受賞した。HTB自社制作のドラマとしては、同賞は『六月のさくら』に次いで2年連続での受賞となった。